# 小行星27983
小行星27983（27983 Bernardi）是一颗绕太阳运转的小行星，为主小行星带小行星。该小行星于1997年10月26日发现。

## 轨道参数
小行星27983的轨道半长轴为2.5906643 UA，离心率为0.154。